# Багби, Эмма

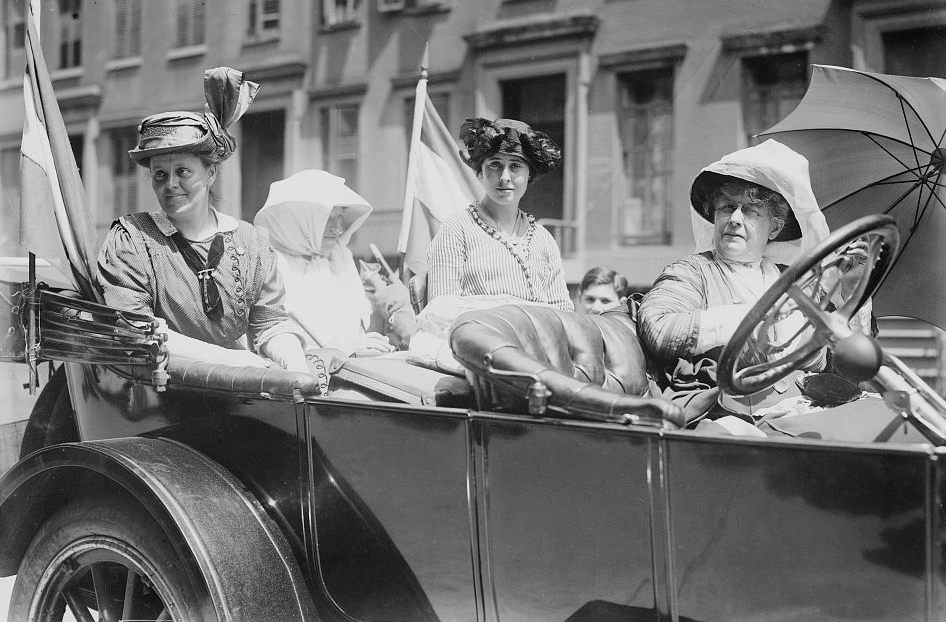
Сьюзен Уокер Фицджеральд, Харриот Стэнтон Блэтч, Мэгги Мёрфи и Эмма Багби, ок. 1910 г.

Эмма Багби (англ. Emma Bugbee, 1888, Шиппенсберг — 6 октября 1981, Уорик, Род-Айленд) — американская суфражистка и журналистка. Она участвовала в походе избирательного права 1912 года из Нью-Йорка в Олбани, штат Нью-Йорк, и освещала его проведение.

## Биография
Она родилась в Шиппенсберге, штат Пенсильвания. Позже она переехала в Нью-Йорк. Она окончила Барнард-колледж в 1909 году и преподавала курсы греческого языка в средней школе в Метьюэне, штат Массачусетс. Она стала репортёром New-York Tribune, позже New York Herald Tribune. Она была первой женщиной-репортёром, нанятой в городской номер газеты Herald.
В 1914 году она освещала поход избирательного права от Манхэттена до Олбани, штат Нью-Йорк. В 1976 году она переехала в Уорик, Род-Айленд. Она умерла 6 октября 1981 года в Уорике, Род-Айленд.